# پولاریس مدیا
پولاریس مدیا (انگلیسی: Polaris Media) شرکت رسانه‌ای نروژی است، که در سال ۲۰۰۸ تأسیس شد.